# Élections sénatoriales de 1998 dans l'Aisne
Les élections sénatoriales dans l'Aisne ont lieu le dimanche 27 septembre 1998. Elles ont pour but d'élire les sénateurs représentant le département au Sénat pour un mandat de six années.

## Contexte départemental
Lors des élections sénatoriales de 1998 dans l' Aisne, trois sénateurs ont été élus.

## Rappel des résultats de 1989
| Candidat et parti politique | Candidat et parti politique | Candidat et parti politique | Premier tour | Premier tour | Second tour | Second tour |
| Candidat et parti politique | Candidat et parti politique | Candidat et parti politique | Voix         | %            | Voix        | %           |
| --------------------------- | --------------------------- | --------------------------- | ------------ | ------------ | ----------- | ----------- |
|                             | Paul Girod                  | UDF                         | 911          | 53,75        |             |             |
|                             | Jacques Braconnier          | RPR                         | 752          | 44,37        | 871         | 53,30       |
|                             | Jacques Pelletier           | AD                          | 621          | 36,64        | 995         | 60,89       |
|                             | Yves Daudigny               | PS                          | 466          | 27,49        | 411         | 25,15       |
|                             | Jean-Marc Sauvré            | PS                          | 453          | 26,73        | 427         | 26,13       |
|                             | Charles Brazier             | DVD                         | 448          | 26,43        | Retrait     | Retrait     |
|                             | Joseph Braem                | PS                          | 424          | 25,01        | Retrait     | Retrait     |
|                             | Alain Richet                | UDF                         | 219          | 12,92        | Retrait     | Retrait     |
|                             | Serge Vallée                | PCF                         | 151          | 8,91         | Retrait     | Retrait     |
|                             | Gérard Lalot                | PCF                         | 147          | 8,67         | Retrait     | Retrait     |
|                             | Claude Tournay              | PCF                         | 143          | 8,44         | Retrait     | Retrait     |
|                             | Gilbert Devèze              | FN                          | 69           | 4,07         | 119         | 7,28        |
|                             |                             |                             |              |              |             |             |
| Exprimés                    | Exprimés                    | Exprimés                    | 1 695        | 97,75        | 1 634       | 94,56       |
| Blancs et nuls              | Blancs et nuls              | Blancs et nuls              | 39           | 2,25         | 94          | 5,44        |
| Total                       | Total                       | Total                       | 1 734        | 99,31        | 1 728       | 98,97       |
| Abstentions                 | Abstentions                 | Abstentions                 | 12           | 0,69         | 18          | 1,03        |
| Inscrits                    | Inscrits                    | Inscrits                    | 1 746        | 100,00       | 1 746       | 100,00      |

## Sénateurs sortants
| Sénateur | Sénateur           | Parti | Fonctions lors de l'élection en 1989                                |
| -------- | ------------------ | ----- | ------------------------------------------------------------------- |
|          | François Lesein    | MDR   | Sénateur sortant, conseiller général, maire de Sissonne             |
|          | Paul Girod         | UDF   | Sénateur sortant, président du conseil général, maire de Droizy     |
|          | Jacques Braconnier | RPR   | Sénateur sortant, conseiller général, ancien maire de Saint-Quentin |

## Présentation des candidats
Les nouveaux représentants sont élus pour une législature de 6 ans au suffrage universel indirect par les 1757 grands électeurs du département. Dans l' Aisne, les sénateurs sont élus au scrutin majoritaire à deux tours. Leur nombre reste inchangé, 3 sénateurs sont à élire. Ils sont 12 candidats dans le département, chacun avec un suppléant.
| Candidats | Candidats               | Parti | Principale fonction                                               |
| --------- | ----------------------- | ----- | ----------------------------------------------------------------- |
|           | Michel Carreau          | PCF   | Conseiller général, adjoint au maire de Tergnier                  |
|           | Patrick Blaszkiewicz    | MDC   | Maire de Monceau-lès-Leups                                        |
|           | François Braillon       | Verts | Maire de Marcy-sous-Marle                                         |
|           | Yves Daudigny           | PS    | Conseiller général, maire de Marle                                |
|           | Jacques Pelletier       | MDR   | Conseiller général, maire de Villers-en-Prayères, ancien sénateur |
|           | Paul Girod              | UDF   | Sénateur sortant, conseiller général, maire de Droizy             |
|           | Emmanuelle Bouquillon   | UDF   | Maire de Soissons                                                 |
|           | Pierre André            | RPR   | Conseiller régional, maire de Saint-Quentin                       |
|           | Jean-Claude Lamant      | RPR   | Maire de Laon                                                     |
|           | Wallerand de Saint-Just | FN    | Conseiller régional, conseiller municipal de Soissons             |
|           | Franck Briffaut         | FN    | Conseiller régional, conseiller municipal de Villers-Cotterets    |
|           | Albert Ponthieux        | FN    |                                                                   |

## Résultats
| Candidat et parti politique | Candidat et parti politique | Candidat et parti politique | Premier tour | Premier tour | Second tour | Second tour |
| Candidat et parti politique | Candidat et parti politique | Candidat et parti politique | Voix         | %            | Voix        | %           |
| --------------------------- | --------------------------- | --------------------------- | ------------ | ------------ | ----------- | ----------- |
|                             | Paul Girod                  | UDF                         | 785          | 46,53        | 949         | 56,56       |
|                             | Pierre André                | RPR                         | 642          | 38,06        | 914         | 54,47       |
|                             | Yves Daudigny               | PS                          | 553          | 32,78        | 625         | 37,25       |
|                             | Jacques Pelletier           | MDR                         | 530          | 31,42        | 854         | 50,89       |
|                             | Jean-Claude Lamant          | RPR                         | 485          | 28,75        | 232         | 13,83       |
|                             | Emmanuelle Bouquillon       | UDF                         | 303          | 17,96        | Retrait     | Retrait     |
|                             | Patrick Blaszkiewicz        | MDC                         | 298          | 17,66        | Retrait     | Retrait     |
|                             | Michel Carreau              | PCF                         | 296          | 17,55        | Retrait     | Retrait     |
|                             | François Braillon           | Verts                       | 119          | 7,05         | 132         | 7,87        |
|                             | Wallerand de Saint-Just     | FN                          | 48           | 2,85         | 16          | 0,95        |
|                             | Franck Briffaut             | FN                          | 33           | 1,96         | 16          | 0,95        |
|                             | Albert Ponthieux            | FN                          | 32           | 1,90         | 17          | 1,01        |
|                             |                             |                             |              |              |             |             |
| Inscrits                    | Inscrits                    | Inscrits                    | 1 757        | 100,00       | 1 757       | 100,00      |
| Abstentions                 | Abstentions                 | Abstentions                 | 34           | 1,94         | 38          | 2,16        |
| Votants                     | Votants                     | Votants                     | 1 723        | 98,85        | 1 719       | 97,84       |
| Blancs et nuls              | Blancs et nuls              | Blancs et nuls              | 36           | 2,09         | 41          | 2,39        |
| Exprimés                    | Exprimés                    | Exprimés                    | 1 687        | 97,91        | 1 678       | 96,61       |